# Knebworth
Knebworth är en ort och civil parish i Storbritannien. Den är belägen i grevskapet Hertfordshire och riksdelen England, i den sydöstra delen av landet, 40 km norr om huvudstaden London. Knebworth ligger 92 meter över havet och antalet invånare är 4 168.
I Knebworth House, cirka 2 kilometer väster om centrala Knebworth, hölls musikfestivalen Knebworth Festival 1979 med det brittiska hårdrocksbandet Led Zeppelin som huvudattraktion.
Terrängen runt Knebworth är platt. Runt Knebworth är det tätbefolkat, med 383 invånare per kvadratkilometer. Närmaste större samhälle är Stevenage, 4,1 km norr om Knebworth. Trakten runt Knebworth består till största delen av jordbruksmark.
Kustklimat råder i trakten. Årsmedeltemperaturen i trakten är 9 °C. Den varmaste månaden är juli, då medeltemperaturen är 18 °C, och den kallaste är januari, med 0 °C.